# 요하네스 인드레니우스

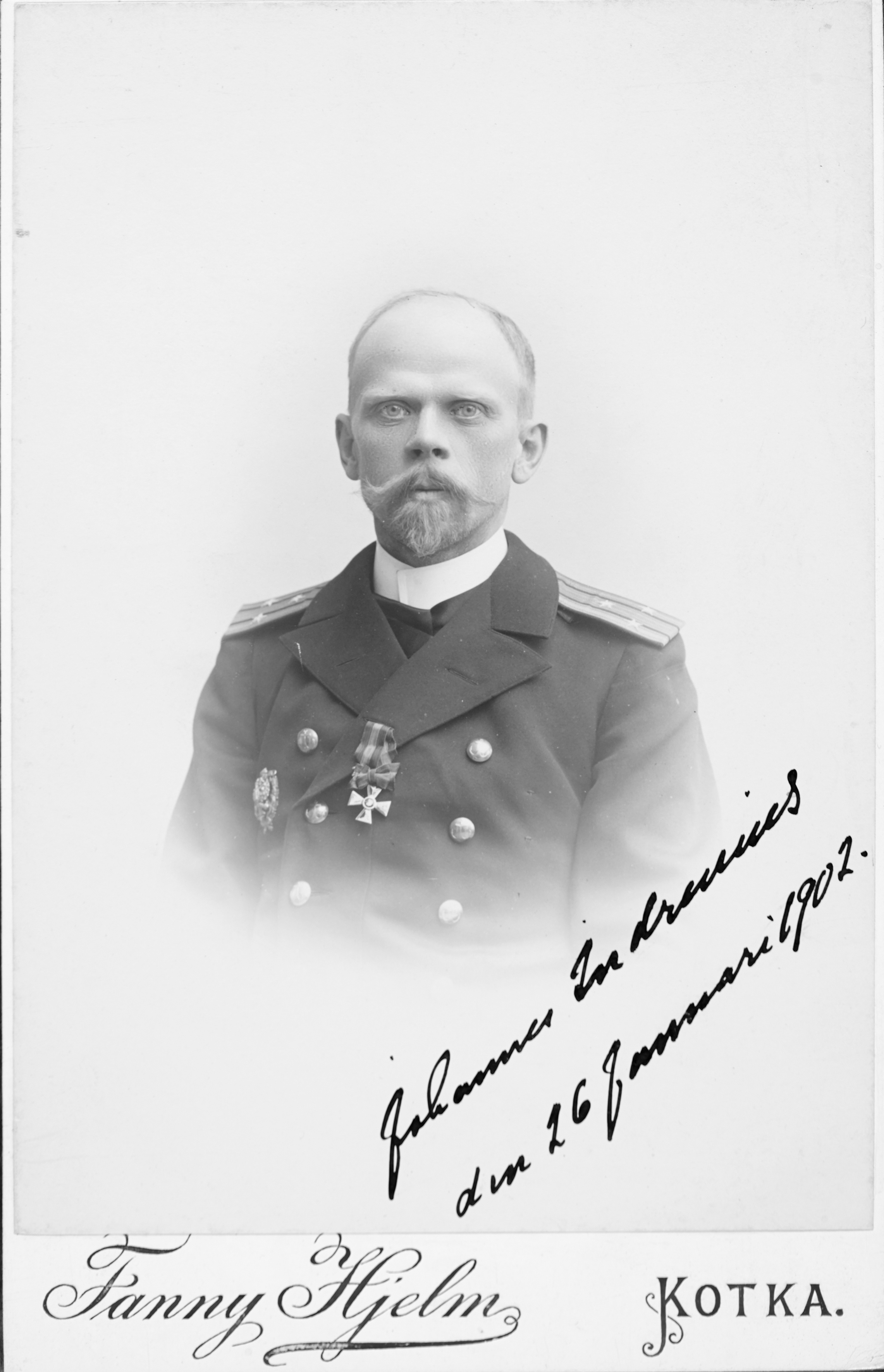
1902년 사진.

요하네스 인드레니우스(Johannes Indrenius: 1859년 1월 18일 비푸리-1919년 5월 16일 헬싱키)는 핀란드의 해군 군인이다. 최종계급 후방제독(2성장군). 1918년에서 1919년 초대 핀란드 함대사령관(핀란드 해군사령관의 전신)을 역임했다. 베른하르트 인드레니우스 장군의 아들이다.